# 苅田アサノ
苅田アサノ（かんだ あさの、本名：堀江アサノ（ほりえアサノ）、1905年6月21日 - 1973年8月5日）は、日本の政治家、婦人運動家、著述家。元衆議院議員（日本共産党公認、1期）。夫は元日ソ協会副会長の堀江邑一。

## 来歴
岡山県津山町（現・津山市）生まれ。生家は代々地主の家系で、学生時代からロシア文学及び社会主義思想に傾倒し、日本女子大学国文科を卒業後の1931年、日本共産党に入る。
入党以降財政面で支援を行うものの、1933年に治安維持法の疑いで検挙。転向の後1935年に出獄すると東洋経済新報社などを経て、1938年には郷里の岡山県に戻り西日本製紙に勤務する。
戦後は日本共産党に再入党し、1949年の衆院選に旧岡山1区から出馬し初当選を果たす。しかし再選を期した1952年の衆院選に落選し、以降2度衆院選に挑戦するも返り咲きとはならなかった。
戦前から晩年まで一貫して婦人解放運動に身を投じ、新日本婦人の会や日本婦人団体連合会、国際民主婦人連盟など婦人団体にも参加。
1973年8月5日、脳腫瘍のため東京都渋谷区の代々木病院にて死去。68歳。

## 国政選挙歴
- 1949年 - 第24回衆議院議員総選挙 岡山1区 43,208票 当選[2]（13名中2位）
- 1952年 - 第25回衆議院議員総選挙 岡山1区 12,285票 落選（13名中11位）
- 1953年 - 第26回衆議院議員総選挙 岡山1区 13,125票 落選（13名中11位）
- 1955年 - 第27回衆議院議員総選挙 岡山1区 15,154票 落選（8名中8位）